# 愛情物語 (1993年のテレビドラマ)
『愛情物語』（あいじょうものがたり）は、フジテレビ系列で1993年4月15日から6月24日にかけて木曜劇場枠で放送されたテレビドラマ。

## 概要
ストーリー中に音楽を演奏したり歌う場面がある等、非常に凝った作品であり、劇中にビートルズも歌われていた。キャスティング面では、歌手としても活躍している中村雅俊やビートルズに影響を受けた財津和夫と鮎川誠（2人とも福岡出身）や当時ビジーフォーのメンバーだったモト冬樹らバンド経験者が登場している。2009年9月現在、再放送・DVDソフト化はされていない。

## あらすじ
学生時代の親友である一成の死を転機に、家族・会社のために生きてきた中年の周平が、音楽を通して自分のために生きる決意をしながら歩んでいく物語。

## キャスト
- 戸川周平：中村雅俊
- 戸川紀子：真野響子
- 久保茜：斉藤慶子
- 久保洋次郎：モト冬樹
- 小西章：鮎川誠
- 南条信吾：西岡徳馬
- 月岡一成：財津和夫
- 寺田祐次：美木良介
- 月岡貴子：石田えり

## スタッフ
- 企画：河村雄太郎
- 脚本：松原敏春
- 演出：木村達昭、林徹、池添博
- プロデューサー：亀山千広
- 音楽：THE BEATLES「IN MY LIFE」（編曲：渡辺博也）
- 主題歌：Mi-Ke「Please Please Me, LOVE」
- OPバックキャラクターデザイン：柳原良平
- 制作：フジテレビ

## 放送日程
| 各話   | 放送日  |
| ------ | ------- |
| 第1話  | 4月15日 |
| 第2話  | 4月22日 |
| 第3話  | 4月29日 |
| 第4話  | 5月06日 |
| 第5話  | 5月13日 |
| 第6話  | 5月20日 |
| 第7話  | 5月27日 |
| 第8話  | 6月03日 |
| 第9話  | 6月10日 |
| 第10話 | 6月17日 |
| 最終話 | 6月24日 |